# Oberflachs

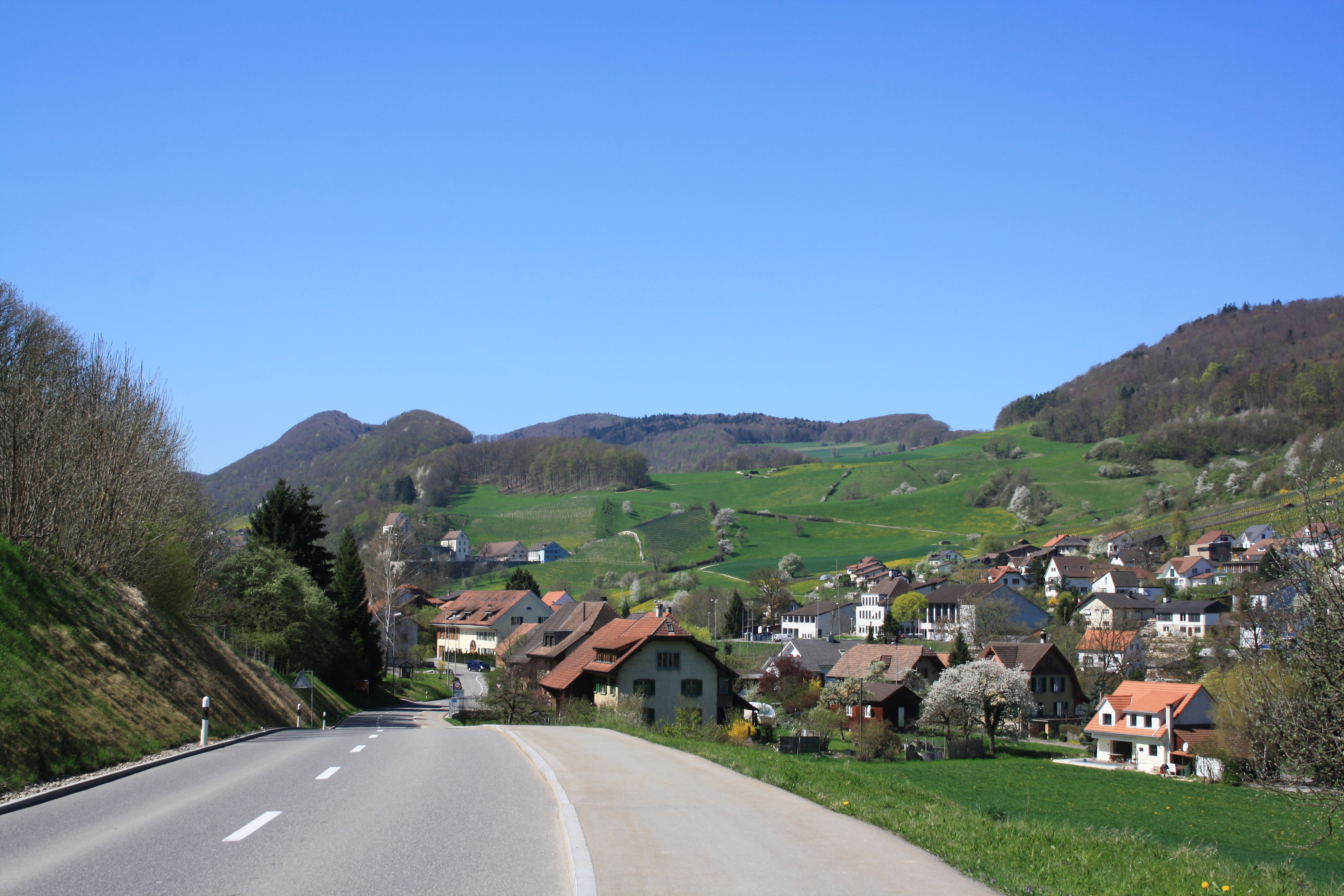
Oberflachs

Oberflachs is een voormalige gemeente en plaats in het Zwitserse kanton Aargau en maakt deel uit van het district Brugg. In 2014 is de gemeente gefuseerd met de andere gemeente Schinznach-Dorf en hebben de nieuwe gemeente Schinznach gevormd.
Oberflachs telt 497 inwoners.
- Gemeinsame Normdatei: 7515608-8
- Historisch woordenboek van Zwitserland: 001701
- Virtual International Authority File: 246988850
- WorldCat: E39PBJmxVKdP4BxfH8g9PxtR8C